# Гідроекструзія
Гідроекстру́зія (англ. hydraulic extrusion, hydrostatic extrusion; нім. hydraulische Extrusion f, рос.гидроэкструзия) — обробка (продавлювання крізь формувальні пристрої) матеріалів тиском, створюваним за допомогою спеціальних компресорів, рідиною.
Гідроекструзія дозволяє обробляти жаротривкі та крихкі матеріали й виготовляти з них широкий перелік виробів (профілі, труби, дріт, біметали тощо).
Залежно від тиску і температури обробки, застосовують різні типи робочих рідин: рідке скло, гліцерин, воду, оливи, силікон, гас, бітуми тощо.